# AMDA
特定非営利活動法人アムダ（AMDA、Association of Medical Doctors of Asia = 旧称・アジア医師連絡協議会）は、1984年に設立し岡山県岡山市北区伊福町に本部を置くNGO・国際医療ボランティア組織。

## 概要
理事長は菅波茂。岡山県認証の特定非営利活動法人。「アジア、アフリカ、中南米において戦争・自然災害・貧困等により社会的・経済的に恵まれず、社会から取り残されている人々への医療救援と、生活状態改善のための支援」を実施している。関連組織に、特定非営利活動法人AMDA社会開発機構（AMDA-MINDS、岡山市北区蕃山町）がある。

## 略歴
- 1984年、設立。本部は岡山市楢津（現：岡山市北区楢津）に置かれた。
- 1995年、国際連合経済社会理事会（ECOSOC）より国際連合の協議資格を授与される。
- 1996年、「第54回山陽新聞賞」受賞。
- 2001年、菅波茂理事長が「平成13年度岡山県三木記念賞（国際親善部門）」を受賞[1]。
- 2004年、「第2回沖縄平和賞」受賞。
- 2010年、本部を岡山市北区伊福町3丁目に移転。